# Bataille de Zieleńce
Guerre russo-polonaise de 1792
Batailles
- Mir
- Boruszkowce
- Zieleńce
- Dubienka
- Zelva
- Krzemień
- Markuszów

La bataille de Zieleńce est une bataille de la guerre russo-polonaise de 1792 qui se déroule le 18 juin 1792, entre l'armée de Pologne-Lituanie, commandée par Józef Poniatowski, et une division de l'armée impériale russe commandée par Iraklij Morkow. 
La bataille se termine par une victoire polonaise. Le roi Stanislas-Auguste crée après la bataille l'ordre de la valeur militaire Virtuti Militari.

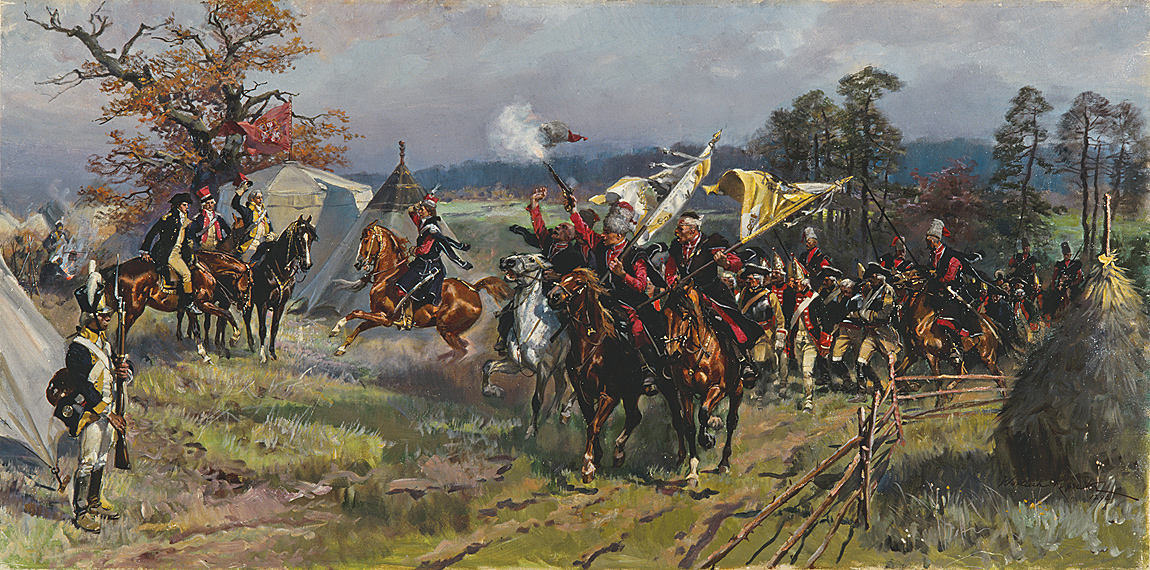
Après la Bataille de Zieleńce 1792
par Wojciech Kossak

## Sources
- (en) Cet article est partiellement ou en totalité issu de l’article de Wikipédia en anglais intitulé « Battle of Zieleńce » (voir la liste des auteurs).